# بريان بيهريندت
بريان بيهريندت (بالألمانية: Brian Behrendt) (24 أكتوبر 1991 ببريمرفورده في ألمانيا - ) هو لاعب كرة قدم ألماني في مركز الدفاع. لعب مع أرمينيا بيليفيلد ورابيد فيينا وSV Horn ‏.

## روابط خارجية
- بريان بيهريندت على موقع قاعدة بيانات كرة القدم.إي يو (الإنجليزية)
- بريان بيهريندت على موقع Soccerway.com (الإنجليزية)
- بريان بيهريندت على موقع عالم كرة القدم.نت (الإنجليزية)
- بريان بيهريندت على موقع AS.com (الإسبانية)